# Caro Cult
Caro Cult (Hannover, 27 de junio de 1994) es una actriz alemana, reconocida principalmente por protagonizar la serie Biohackers y la película Por Jojo, ambas de la plataforma Netflix.

## Biografía
Caro Cult nació en Hannover. Realizó sus estudios básicos en una escuela de Isernhagen hasta que, a los catorce años, se trasladó con sus padres a Bad Nenndorf, donde se formó en actuación. En 2012 se trasladó a la capital Berlín para iniciar una carrera como actriz. Inicialmente apareció en algunos videos musicales y cortometrajes, para más tarde realizar varios proyectos con el fotógrafo Oliver Rath; incluso apareció en la portada de su libro Berlin Bohème.
Ha registrado papeles de reparto en los filmes Fucking Berlin y Gut zu Vögeln, y apareció en una variedad de series de televisión, como Notruf Hafenkante, Einstein, Babylon Berlin, y Tatort. En 2020 protagonizó el seriado de Netflix Biohackers. Dos años después interpretó uno de los papeles principales en el filme Por Jojo.
Cult es vegana y miembro de la organización PETA.

## Filmografía
| Año  | Título         | Papel    | Notas |
| ---- | -------------- | -------- | ----- |
| 2016 | Fucking Berlin | Gretchen |       |
| 2016 | Gut zu Vögeln  | Nanou    |       |
| 2022 | Por Jojo       | Paula    |       |

| Año  | Título            | Papel         | Notas            |
| ---- | ----------------- | ------------- | ---------------- |
| 2019 | Notruf Hafenkante |               | 1 episodio       |
| 2019 | Einstein          |               | 1 episodio       |
| 2020 | Babylon Berlin    | Vera          | 5 episodios      |
| 2020 | Tatort            | Jule Gajewski | 1 episodio       |
| 2020 | Biohackers        | Lotta         | Papel recurrente |